# Arne Charlez
Arne Lennart Charlez, född 19 april 1934 i Högalids församling i Stockholm, död 14 februari 2011, var en svensk målare.
Arne Charlez utbildade sig på Kungliga Konsthögskolan i Stockholm 1959–1964. Han var ledamot av Konstakademien från 1989.
Han var från 1977 till hustruns bortgång gift med Inger Birgitta Johansson Charlez (1948–1985).

## Offentliga verk i urval
- Målade fönster i Lundby nya kyrka i Göteborg

## Representation
Arne Charlez finns representerad vid Norrköpings konstmuseum.